# The System Has Failed
The System Has Failed är det tionde studioalbumet av thrash metal-bandet Megadeth, utgivet 14 september 2004. Albumet är musikaliskt sett en återgång till bandets tidiga thrash/speed metal med snabba riff, förutom att den tekniska komplexiteten inte är lika omfattande som under glansdagarna på 1980-talet. Ursprungligen skulle albumet ha getts ut endast av Dave Mustaine, men på grund av vissa juridiska skyldigheter gavs albumet ut under bandnamnet Megadeth. Alla medlemmar förutom Mustaine var dock nyrekryterade (Chris Poland gjorde oväntat comeback som gitarrist). Albumet fick överlag ett mycket varmt välkomnande av bandets fans.

## Låtlista
Alla låtar skrivna av Dave Mustaine där inget annat anges.
Sida ett
1. "Blackmail the Universe" - 4:33
2. "Die Dead Enough" - 4:18
3. "Kick the Chair" - 3:57
4. "The Scorpion"  - 5:59
5. "Tears in a Vial" - 5:22

Sida två
1. "I Know Jack" - 0:40
2. "Back in the Day" - 3:28
3. "Something That I'm Not" - 5:07
4. "Truth Be Told" - 5:40
5. "Of Mice and Men" - 4:05
6. "Shadow of Deth" (text från Psaltaren 23) - 2:15
7. "My Kingdom" - 3:04

## Medverkande
- Dave Mustaine - sång, gitarr
- Chris Poland - gitarr
- Jimmie Lee Sloas - bas
- Vinnie Colaiuta - trummor